# 斯特列列茨科耶农村居民点 (别尔哥罗德区)
斯特列列茨科耶农村居民点（俄语：Стрелецкое сельское поселение）是俄罗斯联邦别尔哥罗德州别尔哥罗德区所属的一个农村居民点。其下辖有1个居民点，行政中心为斯特列列茨科耶。据2016年统计，该农村居民点的人口为8010人。